# Höngen SO
| SO ist das Kürzel für den Kanton Solothurn in der Schweiz. Es wird verwendet, um Verwechslungen mit anderen Einträgen des Namens Höngen zu vermeiden. |

Höngen ist ein Weiler der Schweizer Gemeinde Laupersdorf im Kanton Solothurn. Er wurde als Weiler von nationaler Bedeutung in das Inventar der schützenswerten Ortsbilder der Schweiz aufgenommen.

## Geografie
Höngen liegt auf 664 m. ü. M. auf einer sonnigen Terrasse am Südfuss der zweiten Jurakette, zwei km nordöstlich vom Dorf Laupersdorf und 2 km nordwestlich vom Bahnhof Balsthal der Oensingen-Balsthal-Bahn. Von der Terrasse von Höngen aus bietet sich eine Aussicht auf die Klus zwischen Oensingen und Balsthal.

## Geschichte

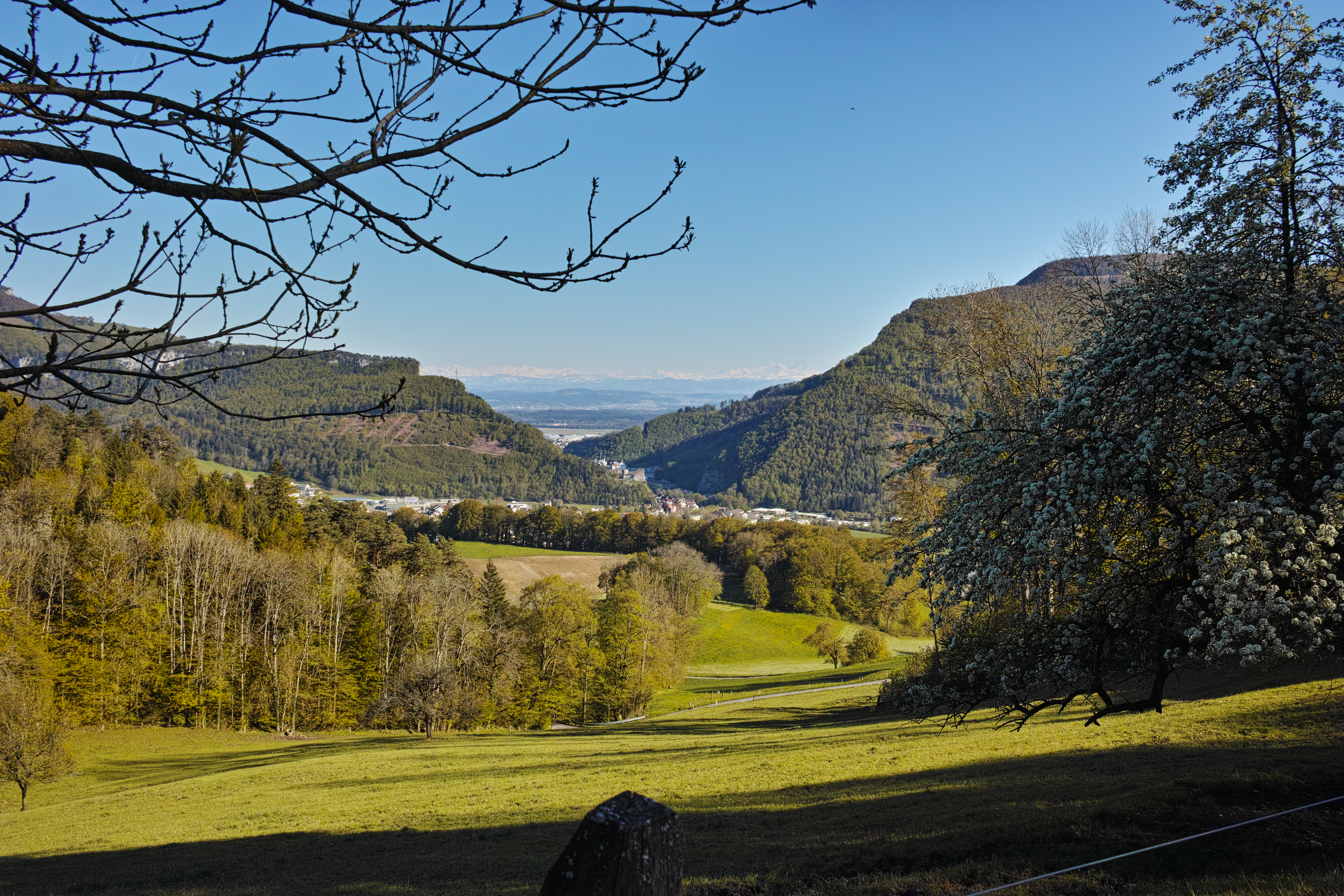
Blick von Höngen in Richtung Klus

Eugen Tatarinoff spekulierte 1934 über eine prähistorische Besiedelung («durch das System von Hohlwegen bestärkt, die von dort nordwestlich gegen den Berg hinaufführen») und hielt, unter Berufung auf Höngens «bemerkenswerte» Lage, «eine kleine römische Castralanlage» für wahrscheinlich. Jedoch musste auch 1968 noch festgehalten werden, dass in Höngen «bis heute kaum nennenswerte frühzeitliche Funde gemacht werden» konnten, wobei andernorts auf dem Gemeindegebiet von Laupersdorf Mauerreste von römischen Gutshöfen gefunden wurden.
Bruno Amiet vermutet im ersten Band der «Solothurnischen Geschichte» von 1952, dass Höngen und ein Hof Willikon bei Matzendorf im Laufe des 6. Jahrhunderts als «Abstecher» der Alamannen entstanden sein könnten; «erste Versuche, im Tal Fuss zu fassen». Höngen wird 1194 als Huoingen erstmals urkundlich erwähnt.
1629/1630 wurden zahlreiche Einwohner von Höngen Opfer einer Pestepidemie; von Oktober bis Dezember 1629 starben 16 Personen an der Pest, von März bis Mai 1630 sechs weitere.
Das Rechtsverhältnis zwischen Laupersdorf und Höngen blieb lange Zeit ungeklärt. Die im 17. Jahrhundert von den Höngern vertretene Auffassung, Laupersdorf und Höngen seien eine Gemeinde, wurde von den Laupersdörfern abgelehnt. Letztere verlangten von Personen aus Höngen, die sich in Laupersdorf niederliessen, eine als «Einzug» bezeichnete Gebühr, die auch von anderen Zuzügern von auswärts eingefordert wurde. Der solothurnische Rat entschied in dieser Sache 1634 im Sinne der Hönger. Auch wenn sich Laupersdorf in Bezug auf den Einzug dieser Entscheidung fügte, führte dies noch nicht zu einer Einheit der beiden Dörfer. 1747 wurden die Verhältnisse auf Antrag von Höngen neu geregelt, so dass nun jedes der zwei Dörfer seinen eigenen «Dorfseckel» erhielt. In Höngen wohnten damals zwölf volljährige Männer, in Laupersdorf 75. Georg Boner, der Verfasser der Laupersdörfer Dorfgeschichte, geht davon aus, dass es an jedem der beiden Orte lange vor der helvetischen Revolution 1798 eine eigene Gemeindeversammlung gegeben haben muss.
Die förmliche Vereinigung von Laupersdorf und Höngen erfolgte erst 1879; «zur Beseitigung unangenehmer Reibereien, Misshelligkeiten und Regelung des Bürger- und Armenwesens sowie zur Beseitigung der oft mit Prozessen verbundenen Ausrechnungen», wie in der Vereinigungsurkunde festgehalten wurde.
1904 bestand Höngen aus 12 Häusern mit 78 katholischen Einwohnern. Dass Höngen stets ein Weiler blieb, führt Urs Wiesli in seiner Arbeit Balsthal und seine Täler (1953) darauf zurück, dass die Siedlung «in ihrer Entwicklung, infolge Abgelegenheit und der nur geringen Ausdehnung nutzbaren Bodens, stecken blieb und von der größeren, wahrscheinlich jedoch jüngeren Gemeinde Laupersdorf schon frühzeitig aufgesogen worden war.»

## Sehenswürdigkeiten

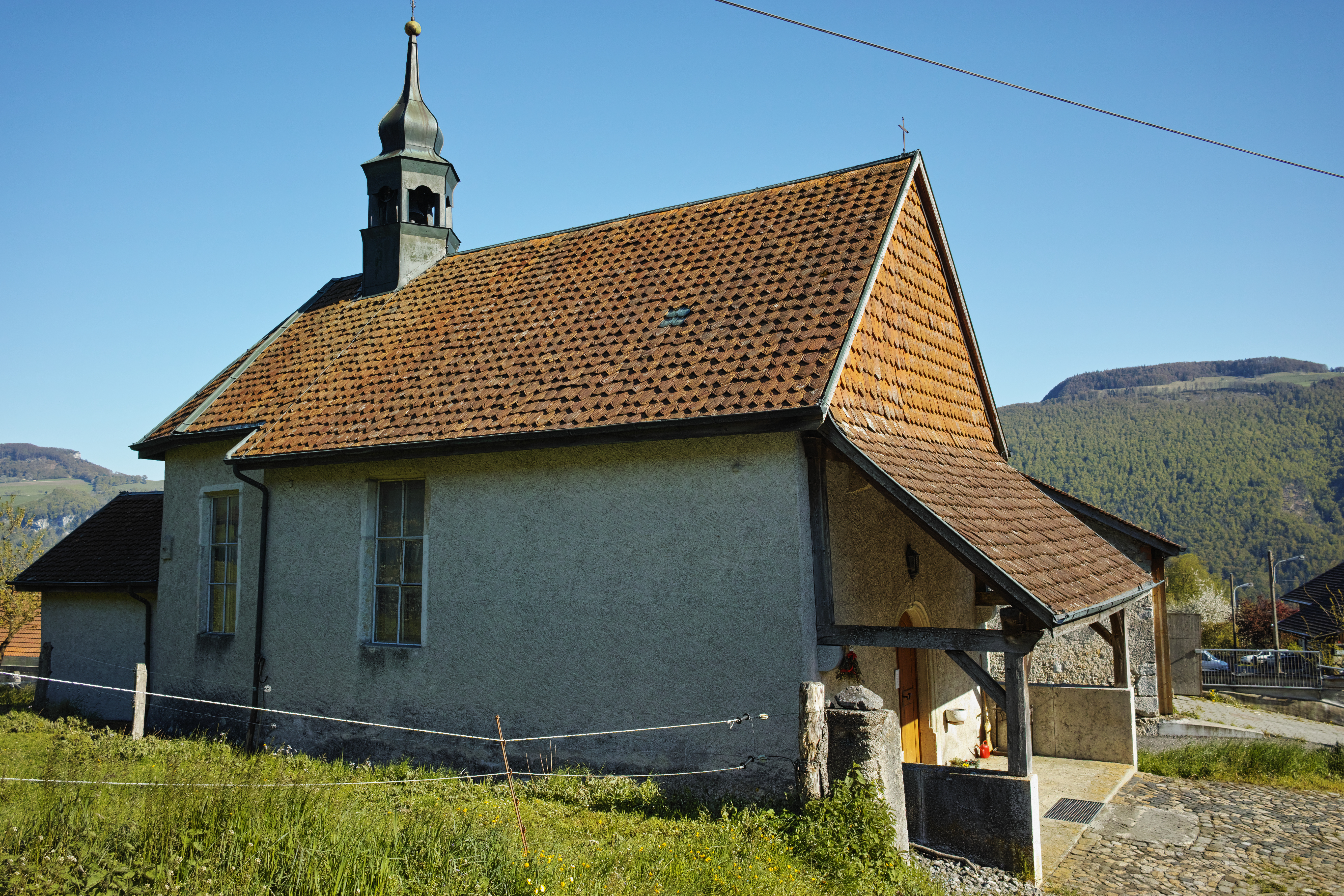
St.-Jakobs-Kapelle

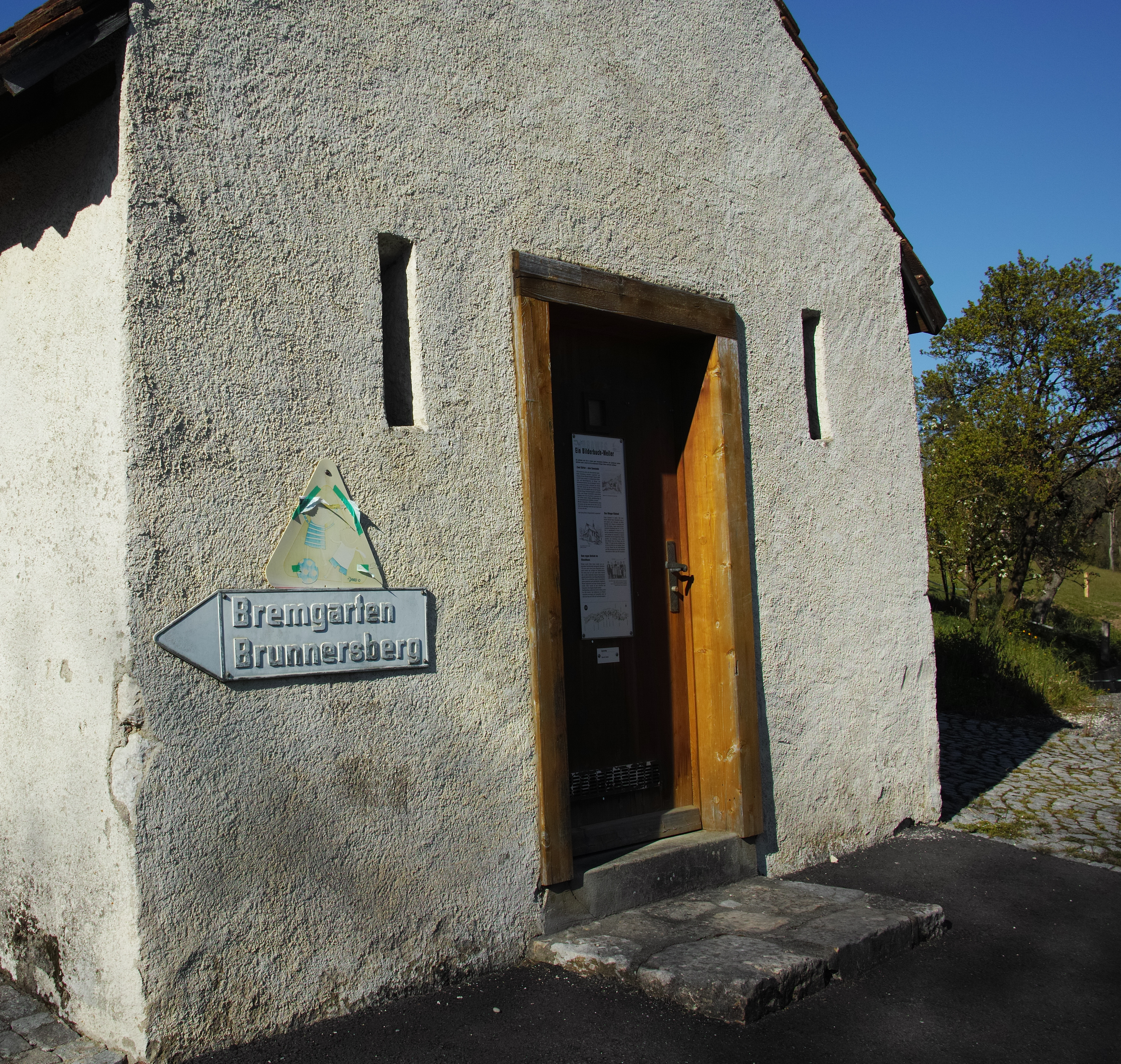
Waschhaus

### St.-Jakobs-Kapelle
Die St.-Jakobs-Kapelle in Höngen ist im Schweizerischen Inventar der Kulturgüter von nationaler und regionaler Bedeutung als B-Objekt (Kulturgut von regionaler Bedeutung) verzeichnet. Sie wurde an ihrem heutigen Standort an der Nordostecke der Siedlung 1715 errichtet und ersetzte damit einen spätestens im 15. Jahrhundert entstandenen Vorgängerbau beim Hof Finigen.
Im Dachreiter der Kapelle hängt eine kleine Glocke mit dem Solothurner Wappen, der Jahreszahl 1599 und der Inschrift «IN GOTTES EHR UND SANT JACOB * ICH GOSEN BIN * IN HERKONZLOB». In der Kapelle befindet sich ein hochbarocker Altar im Stil Ludwigs XIV. Da der Altar ein Stifterwappen der Solothurner Patrizierfamilie von Roll trägt, hält es Anton Guldimann in der Festschrift zur Restaurierung der Kapelle für möglich, dass er aus der von Roll’schen Stiftung zu Kreuzen (Kapelle in Rüttenen bei Solothurn) stammen könnte.
Bei der Restaurierung der Kapelle 1959 wurden unter anderem Kreuzweg-Bilder wieder angebracht, die vor längerer Zeit abgehängt worden waren. Ebenfalls wieder aufgehängt wurde eine Darstellung des predigenden Christus, die Pfarrer Leontius Krutter um 1766 vom Tiroler Maler Fabian Thurner anfertigen liess. Denkmalpfleger Gottlieb Loertscher bezeichnete sie als «rares, packendes Bild». Auch wurde eine zuvor übermalte Marmorierung am Altar wiederhergestellt.

### Waschhaus
Ebenfalls als B-Objekt im Kulturgüterinventar eingetragen ist das Waschhaus, das sich am Platz vor der Kapelle befindet. Es stammt aus der Zeit der Errichtung der St.-Jakobs-Kapelle und wurde in seiner ursprünglichen Funktion bis 1952 genutzt. Heute dient es als Feuerwehrmagazin.
Die mit Biberschwanzziegeln gedeckten Dächer der St.-Jakobs-Kapelle und des Waschhauses wurden 2002 saniert.

## Verkehr
Höngen ist auf Nebenstrassen von Laupersdorf und Balsthal aus erreichbar. Eine Strasse führt weiter zum Hof Bremgarten und über den Brunnersberg (Gemeinde Matzendorf) ins Guldental.
Es gibt keine regelmässige Anbindung von Höngen an das Netz des öffentlichen Verkehrs. Der Fussweg vom Zentrum von Laupersdorf aus beträgt auf dem  Wanderweg über das Höngerfeld 3,1 km. Jeweils zwischen 1. Mai und 1. November verkehrt an Sonn- und Feiertagen ein Naturpark-Bus von Balsthal über Bremgarten auf den Brunnersberg und teilweise weiter bis Aedermannsdorf mit Halt in Höngen.